# Keilira
Genre
Keilira est un genre d'araignées aranéomorphes de la famille des Sparassidae.

## Distribution
Les espèces de ce genre sont endémiques d'Australie. Elle se rencontre au Victoria et en Australie-Méridionale.

## Liste des espèces
Selon World Spider Catalog (version 17.5, 19/01/2017) :
- Keilira sokoli Hirst, 1989
- Keilira sparsomaculata Hirst, 1989

## Publication originale
- Hirst, 1989 : A new genus of huntsman spider (Heteropodidae: Araneae) from south eastern Australia. Transactions of the Royal Society of South Australia, vol. 113, p. 7-13 (texte intégral).